# Heather Graham Pozzessere
Heather Graham Pozzessere (Florida, EE. UU., 15 de marzo de 1953) es una popular escritora de novelas románticas bajo su apellido de soltera Heather Graham, su nombre completo Heather Graham Pozzessere y bajo el seudónimo de Shannon Drake.
Heather Graham Pozzessere, también ha trabajado como actriz de obras de Shakespeare, pero no tiene nada que ver con la actriz Heather Graham.

## Biografía
Heather Graham nació un 15 de marzo y creció en el Condado de Dade, estado de Florida (EE.UU). Su familia materna había emigrado a los Estados Unidos desde Dublín (Irlanda). Así que su abuela materna, la Sra. Browne, le contaba maravillosos cuentos con un marcado y rico acento irlandés, que luego ella pedía a su madre, Violet y a su tía Amy que repitieran. De esos cuentos nació la pasión de Heather por las historias.
Cursó estudios en la Universidad de South Florida en Tampa, donde se especializó en las Artes Escénicas.
Nada más graduarse, contrajo matrimonio con Hershey Dennis Pozzessere, el amor de su vida. Durante un tiempo, actuó en diversos teatros, posó como modelo y trabajó como camarera en comedores de teatros, además es submarinista certificada.
Después de dar a luz a su tercer hijo, decidió dejar de trabajar y concentrarse en sus hijos y en escribir. El matrimonio Pozzessere, que tiene cinco hijos y reside en Miami.
Logró vender su primer libro en 1982: "When next we love". Para fimar sus libros ha utilizado su nombre de soltera: Heather Graham, su nombre completo Heather Graham Pozzessere y el seudónimo de Shannon Drake.
Hoy día, es una autora de éxito, que además de aparecer en la lista de superventas del New York Times, sus novelas le han hecho ganar numerosos premios de revistas como Romantic Times y Affaire de Coeur, galardones de B. Dalton, Waldenbooks y BookRak, y varias distinciones de la crtica y el público. Sus libros han sido seleccionados para el Doubleday Book Club y el Literary Guild, y han sido traducidos a más de quince idiomas.
Heather ha aparecido en Entertainment Tonight, Romantically Speaking, un programa de televisión que se emite por todo el pas en el canal Romance Classics, y también en CBS Sunday News. Sus citas aparecen en People y en USA Today.

### Como Heather Graham

#### Novelas independientes
- When Next We Love 1983 (Volver a amar)
- Tender Taming 1983 (Dulce sumisión)
- A Season for Love 1983 (Un momento para el amor)
- Quiet Walks the Tiger 1983 (Amor al acecho)
- Night, Sea and Stars 1983 (Pasión en la isla)
- Hours to Cherish 1984 (Devuelto por el mar)
- Tender Deception 1984 (Tierna decepción)
- Serena's Magic 1984 (Magia peligrosa)
- Red Midnight 1984
- Arabian Nights 1984
- Sensuous Angel 1985
- Hold Close the Memory 1985
- An Angel's Share 1985
- A Circumstantial Affair 1986
- Dante's Daughter 1986
- Handful of Dreams 1986
- The Maverick and the Lady 1986
- Eden's Spell 1986
- Liar's Moon 1987
- Siren from the Sea 1987
- Every Time I Love You 1988
- The Devil's Mistress 1991
- Spirit of the Season 1993
- Renegades 1995
- A Magical Christmas 1996
- Queen of Hearts 1997
- The Last Cavalier 1998
- Tempestuous Eden 1999
- Night of the Blackbird 2001 (La noche del mirlo)
- A Matter of Circumstance 2001
- Miracle 2001
- A Season of Miracles 2001 (El milagro de la Navidad)
- Haunted 2003 (La casa embrujada)
- In the Dark 2004 (Fuego en la oscuridad)
- Ghost Walk 2005
- Suspicious 2005
- Kiss Of Darkness 2006
- The Vision 2006
- The Island 2006
- The Dead Room 2007

#### MacAuliffe Viking Series (Serie Vikingos MacAuliffe)
1. Golden Surrender 1987 (Rendición dorada)
2. The Viking's Woman 1993 (La mujer del vikingo)
3. Lord of the Wolves 1993 (El señor de los lobos)

#### Cameron Family Saga Series
1. Sweet Savage Eden 1989
2. A Pirate's Pleasure 1989
3. Love Not a Rebel 1989
4. One Wore Blue 1991
5. And One Wore Gray 1992
6. And One Rode West 1992

##### North American Subseries
1. Sweet Savage Eden 1989
2. A Pirate's Pleasure 1989
3. Love Not a Rebel 1989

##### Civil War Subseries
1. One Wore Blue 1991
2. And One Wore Gray 1992
3. And One Rode West 1992

#### MacKenzies - Old Florida Series
1. Runaway 1994
2. Captive 1996
3. Rebel 1997
4. Surrender 1998
5. Glory 1999
6. Triumph 2000

#### Suspense Series
1. Drop Dead Gorgeous 1998
2. Tall, Dark, and Deadly 1999
3. Long, Lean and Lethal 2000
4. Dying to Have Her 2001
5. Hurricane Bay 2002 (Tormenta en el paraíso)
6. Picture Me Dead 2003 (Retrato de un crimen)
7. Dead on the Dance Floor 2004 (La reina del baile)
8. The Presence 2004 (A través de sus ojos)
9. Killing Kelly 2005 (Más que amenazas)

##### Soap Opera Subseries
1. Long, Lean and Lethal 2000
2. Dying to Have Her 2001
3. Killing Kelly 2005 (Más que amenazas)

##### O'Casey Brothers Subseries
1. Dead on the Dance Floor 2004 (La reina del baile)
2. Killing Kelly 2005 (Más que amenazas)

#### Colecciones
- The Best of Heather Graham: Tender Taming/When Next We Love (1990)
- The Best of Heather Graham: A Season for Love/Quiet Walks the Tiger (1991)
- Untamed Maverick Hearts (1993)
- Tender Taming / When Next We Love (1994)
- Three Complete Novels: Sweet Savage Eden / A Pirate's Pleasure / Love Not a Rebel (1994)
- A Season for Love and Quiet Walks the Tiger (1994)
- Night Heat: Bride of the Tiger/ Angel of Mercy/ Borrowed Angel (2001)

#### Antologías en colaboración
- All in the Family: West Virginia / Betrayed By Love (1987) (con Diana Palmer)
- Love's Legacy (1996) (con Madeline Baker, Mary Balogh, Elaine Barbieri, Lori Copeland, Cassie Edwards, Catherine Hart, Virginia Henley, Penelope Neri, Diana Palmer y Janelle Taylor)
- Lovers Dark and Dangerous (1996) (con Helen R Myers y Anne Stuart)
- Daughters Of Destiny (2001) (con Merline Lovelace y Patricia Potter)
- Lonesome Rider / The Heart's Desire (2001) (con Gayle Wilson)
- Home and Family: All in the Family/Tell Me a Story/Saturday's Child/Wedding of the Year/Seize the Fire (2001) (con Elda Minger y Dallas Schulze)
- Reckless Hearts (2001) (con Miranda Jarrett)
- Beautiful Stranger: The Last Cavalier / Mystery Child (2001) (con Carla Cassidy)
- Lucia in Love / Lion on the Prowl (2001) (con Kasey Michaels)
- With a Southern Touch (2002) (con Jennifer Blake y Diana Palmer)
- On the Edge (2003) (con Carla Neggers y Sharon Sala)
- Forbidden Stranger (2003) (con Julia Justiss)
- The Ultimate Treasure (2003) (con Merline Lovelace y Ann Major)
- Snowy Nights (2003) (con Annette Broadrick, Lindsay McKenna y Marilyn Pappano)
- Forces of Nature (2004) (con Beverly Barton)
- In the Dark / Get Blondie - Intimate (2004) (con Carla Cassidy)
- I'd Kill for That (2004) (con Rita Mae Brown, Jennifer Crusie, Linda Fairstein, Lisa Gardner, Kay Hooper, Katherine Neville, Anne Perry, Kathy Reichs, Julie Smith y Tina Wainscott)
- Warrior without Rules / Suspicious (2005) (con Nancy Gideon)

### Como Heather Graham Pozzzessere
Algunas ellas han sido editadas en español simplemente como Heather Graham.

#### Novelas independientes
- Night Moves 1985
- Double Entendre 1986
- The Di Medici Bride 1986
- The Game of Love 1986
- Bride of the Tiger 1987 (Huyendo del pasado)
- King of the Castle 1987
- A matter of cicumstance 1987
- All in the family 1987
- Angel of Mercy 1988
- Lucia in Love 1988
- Strangers in Paradise 1988
- This Rough Magic 1988
- Borrowed Angel 1989
- Home for Cristmas 1989
- A Perilous Eden 1990
- Forever My Love 1990
- Wedding Bell Blues 1990
- Forbidden Fire 1991
- Snowfire 1991
- The Christmas bride 1991
- Hatfield and McCoy 1991
- Mistress of Magic 1995
- Between Roc and a Hard Place 1993 (Su único tesoro)
- Last cavalier 1993
- Lonesome rider 1993
- The Trouble with Andrew 1993
- Wilde imaginings 1993 (Un fantasma en el castillo)
- Slow Burn 1994 (Buscando respuestas)
- An Angel's Touch 1995
- Eyes of Fire 1995 (Ojos de fuego)
- For All of Her Life 1995
- Seize the wind 1995
- Down in New Orleans 1996 (Misterio en Nueva Orleans)
- If Looks Could Kill 1997 (Muy cerca del peligro)
- Never Sleep with Strangers 1998 (Nunca duermas con extraños)
- Night heat 2001

#### Slater's Summer Fires Series(Serie Verenos Ardientes de los Slater)
1. Dark Stranger 1993 (El forastero)
2. Rides a Hero 1989
3. Apache Summer 1989)

- Summer Fires: Dark Stranger, Rides a hero and Apache summer (1998)

#### Antologías en colaboración
- Brave Hearts (1994) (with Kathleen Eagle and Diana Palmer)
- Destined for Love (1998) (with Annette Broadrick and Kathleen Korbel)
- Forever Mine (1998) (with Elizabeth Lowell and Nora Roberts)
- Summer Sensations (1998) (with Linda Howard and Linda Lael Miller)
- Always and Forever (1998) (with Linda Howard and Linda Lael Miller)
- Legacies of Love Collection: Legacy, No Stranger, and Wedding Bell Blues (1999) (with Stella Cameron and Jayne Ann Krentz)

### Otras traducciones
- (El amante solitario)
- (Secretos)

### Como Shannon Drake

#### Novelas independientes
- Tomorrow the Glory 1985 (Un mañana prometedor)
- Blue Heaven, Black Night 1986 (Cielo azul, negra noche)
- Lie Down in Roses 1988 (Un lecho de rosas)
- Ondine 1988
- Emerald Embrace 1991
- And I Will Love You Forever 1991
- Gifts of Love 1991
- Damsel in Distress 1992
- Bride of the Wind 1992
- Vanquish the Night 1992
- Lovers and Demons 1993
- One Little Miracle 1993
- Branded Hearts 1995
- The King's Pleasure 1998
- Beguiled 2006

#### Fire Series
- Princess of Fire 1989
- Knight of Fire 1993

#### No Other Series
- No Other Man 1995
- No Other Woman 1996
- No Other Love 1997

#### Vampires Series
- Beneath a Blood Red Moon 1999
- When Darkness Falls 2000
- Deep Midnight 2001
- Realm of Shadows 2002
- The Awakening 2003
- Dead by Dusk 2005

#### Graham Clan Series(Serie Clan Graham)
- Come the Morning 1999
- Conquer the Night 2000
- Seize the Dawn 2001 (La condesa traicionada)
- Knight Triumphant 2002
- The Lion in Glory 2003
- When We Touch 2004
- The Queen's Lady 2007

#### Victorian Fairy Tale Series (Serie cuentos de hadas victorianos)
- Wicked 2005 (Baile de mascaras)
- Reckless 2005 (Sombras en el desierto)

#### Antologías en colaboración
- Haunting Love Stories (1991) (with Betina Krahn, Linda Lael Miller and Christina Skye)
- Night Magic (1993) (with Rebecca Brandewyne, Jill Gregory and Becky Lee Weyrich)
- Under the Mistletoe (1993) (with Judith E French, Sara Orwig and Rebecca Paisley)